# Próba koloru
Próba koloru (także próba kolorów lub proof) – kolorowa, specjalnie wykonana odbitka (lub specjalistyczny wydruk) będąca dla drukarza maksymalnie zbliżonym obrazem tego, co powinien osiągnąć na maszynie drukarskiej pod względem wierności barw. Służy drukarzowi jako wzorzec do odpowiedniego ustawienia (regulacji) maszyny drukarskiej.

## Opis
Próby koloru robi się z najważniejszych stron czasopisma, np. z okładki, reklamy całostronicowej, lub z najbardziej reprezentatywnej strony artykułu lub działu publikacji. Próby takie robi się również dla innych wyrobów poligraficznych – np. opakowań. Powinna być wykonana co najmniej jedna próba koloru na każdą stronę arkusza drukarskiego. W praktyce prób robi się mniej z powodu wysokich kosztów. Można również zrobić jedną zbiorczą próbę koloru zawierającą na jednym arkuszu zestaw najważniejszych, lub najbardziej charakterystycznych zdjęć lub innych elementów graficznych.

## Podział
Próby koloru dzieli się ze względu na sposób wykonania na dwa rodzaje:
- próba analogowa (pot. proof analogowy) – odbitka wykonana z klisz przygotowanych dla drukarni dość pracochłonną metodą polegającą na nalaminowaniu odpowiedniego koloru na papier bazowy, nałożeniu kliszy odpowiadającej danemu kolorowi farby drukarskiej, naświetleniu takiego zestawu na kopioramie i usunięciu koloru z naświetlonych powierzchni, po czym operacje te powtarza się na tym samym arkuszu dla kolejnych kolorów. Począwszy od drugiego koloru klisze montuje się dokładnie w te same miejsca co obraz uzyskany z pierwszej kliszy. Zaletą próby kliszowej jest uzyskanie dokładnie tego samego obrazu, co w druku, łącznie z obrazem rastra drukarskiego, oraz weryfikacją prawidłowości samych klisz. Do najważniejszych prób analogowych należą systemy: Cromalin, Matchprint i Ozasol, zwany też w nowszej wersji Agfa Pressmatch Dry.
- próba cyfrowa (pot. proof cyfrowy) – wydruk na specjalnej drukarce (atramentowej, laserowej, sublimacyjnej, termotransferowej, itp.), z użyciem specjalnych materiałów eksploatacyjnych i z użyciem specjalistycznego oprogramowania typu RIP. Do najważniejszych prób cyfrowych należą systemy: Iris, Rainbow i Cromalin w wersji cyfrowej. Z powodu rozwoju technologicznego mianem prawdziwych cyfrowych prób koloru określane są coraz częściej również wydruki z najlepszych rodzajów zwykłych drukarek kolorowych. Próby cyfrowe są tańsze od analogowych i mają zastosowanie głównie jako sprawdzian koloru w technice druku cyfrowego, czyli druku omijającego etap klisz. Wadą prób cyfrowych jest brak rastra drukarskiego – próby takie pokazują jedynie wierność kolorystyczną całości, aczkolwiek w bardziej zaawansowanych ripach istnieje również możliwość emulowania punktów rastrowych[2].

## Wymagania
Oba rodzaje prób koloru wymagają dużej staranności przy ich wykonywaniu, jak również wiedzy – chodzi m.in. o prawidłową kalibrację urządzeń i przestrzeganie reżimów technologicznych. Stąd też próby koloru nie zawsze są wykonywane prawidłowo i często stanowią tylko orientacyjną informację o docelowym kolorze, zwłaszcza, gdy nie są uwzględniane parametry samego druku w drukarni. Prawidłowo wykonana próba ma miejsce tylko wtedy, gdy jest elementem całego ciągu technologicznego zwanego "torem koloru", który jest zbiorem reguł przestrzeganych już od studia DTP (faza projektowa), aż do procesu samego druku.